# Der Graf von Cagliostro
Pour plus de détails, voir Fiche technique et Distribution.
Der Graf von Cagliostro (littéralement : « Le Comte de Cagliostro ») est un film germano-autrichien réalisé par Reinhold Schünzel, sorti en 1920.

## Synopsis
La vie de l'hypnotiseur et occultiste italien Joseph Balsamo, qui se faisait appeler Cagliostro.

## Fiche technique
- Titre original : Der Graf von Cagliostro
- Réalisation : Reinhold Schünzel
- Scénario : Reinhold Schünzel & Robert Liebmann (en)
- Scénographie : Oscar Friedrich Werndorff (en)
- Costumes : Oscar Friedrich Werndorff
- Directeur de la photographie : Carl Hoffmann & Kurt Lande
- Société de production : Lichtbild-Fabrikation Schünzel-Film (Berlin) / Vereinigte Filmindustrie Micheluzzi & Co (Micco-Film) (Vienne)
- Pays de production :  République de Weimar,  Autriche
- Langue : allemand
- Format : Noir et blanc – 1,33:1 – 35 mm – Muet
- Genre : drame historique
- Longueur de pellicule : 2 158 m (6 actes)
- Durée : 105 minutes
- Année : 1920
- Dates de sortie :
  - Première République d'Autriche : 21 décembre 1920
- Autres titres connus :
  - États-Unis : The Count of Cagliostro

## Distribution
- Reinhold Schünzel : le comte de Cagliostro
- Anita Berber : Lorenza
- Conrad Veidt : le ministre
- Carl Goetz : le prince
- Hugo Werner-Kahle (en) : le serviteur de Cagliostro
- Hanni Weisse : la favorite du prince
- Hilde Wörner (de) : la femme de chambre
- Walter Huber
- Heinrich Jensen
- Armin Seydelmann
- Ferry Sikla